# Constantin Grigore

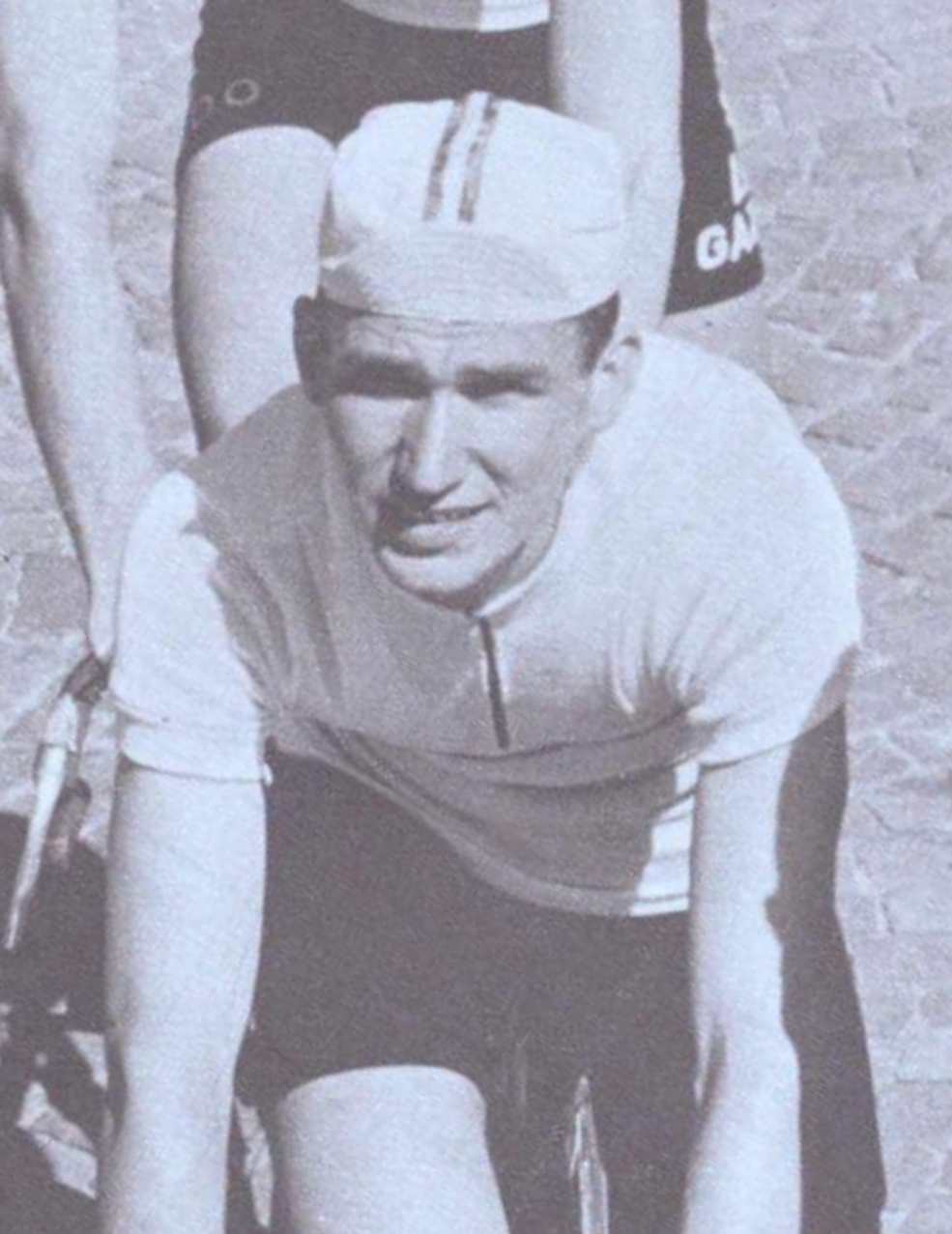
Constantin Grigore (1967)

Constantin Grigore (* 30. März 1947) ist ein ehemaliger rumänischer Radrennfahrer und nationaler Meister im Radsport.

## Sportliche Laufbahn
Grigore war im Straßenradsport und im Querfeldeinrennen (heutige Bezeichnung Cyclocross) aktiv. Er gewann die nationale Meisterschaft im Querfeldeinrennen 1967 vor Gheorge Suciu. Einen weiteren Titel gewann er mit dem Sieg im Rennen um die Meisterschaft im Straßenrennen 1968. 1968 wurde er auch Zweiter in der Rumänien-Rundfahrt. 1971 gewann er erneut die nationale Meisterschaft vor Stefan Suciu. An der Internationalen Friedensfahrt nahm er fünfmal teil, der 54. Platz 1967 war dabei sein bestes Resultat in der Gesamteinzelwertung.